# International Color Consortium
Das International Color Consortium (ICC) ist ein Konsortium zur Vereinheitlichung von Farbmanagementsystemen für alle Betriebssysteme und Softwarepakete.
Das ICC wurde 1993 von acht Industrieunternehmen gegründet, der Sitz befindet sich derzeit in Reston (Virginia). Weithin bekanntes Ergebnis ist ein Standard zur Beschreibung von Farbprofilen, das ICC-Profil.

## Mitglieder
Die Gründungsmitglieder des ICC waren Adobe Inc., Agfa, Apple, Eastman Kodak, Sun Microsystems, Microsoft, Silicon Graphics und Taligent.
Seit der Gründung haben einige Mitglieder, unter anderem Sun und Microsoft, das ICC verlassen. 
Andere Mitglieder sind hinzugekommen. Dazu gehören unter anderem Canon, Fuji Photo, Fuji Xerox, Fujitsu, Heidelberger Druckmaschinen AG, Hewlett-Packard, Konica Minolta, Kyocera, Lexmark, NEC Corporation, Nikon, Nokia, Okidata, Samsung, Seiko Epson, Sharp, Sony, Toshiba und Xerox.
Ehrenmitglieder sind die Eidgenössische Technische Hochschule Lausanne (EPFL), Fogra Forschungsgesellschaft Druck e.V., Dalarna University, London College of Communication, Rochester Institute of Technology und die Western Michigan University.